# Allotiso lancearius
Allotiso lancearius là một loài nhện trong họ Linyphiidae.
Loài này thuộc chi Allotiso. Allotiso lancearius được Andrei V. Tanasevitch miêu tả năm 1987.